# Spenglos upė ir jos slėnis
Spenglos upė ir jos slėnis este o arie protejată (arie specială de conservare — SAC, sit de importanță comunitară — SCI) din Lituania întinsă pe o suprafață de 254,03 ha, integral pe uscat.

## Localizare
Centrul sitului Spenglos upė ir jos slėnis este situat la coordonatele 54°20′45″N 24°46′52″E / 54.3458°N 24.7811°E.

## Înființare
Situl Spenglos upė ir jos slėnis a fost declarat sit de importanță comunitară în ianuarie 2004 pentru a proteja 2 specii de animale. Situl a fost protejat și ca arie specială de conservare în martie 2009.

## Biodiversitate
Situată în ecoregiunea boreală, aria protejată nu include niciun habitat protejat.
La baza desemnării sitului se află mai multe specii protejate de  nevertebrate (2): fluturele purpuriu (Lycaena dispar), Ophiogomphus cecilia.